# Ajuntament de Porqueres
L'Ajuntament de Porqueres és una casa consistorial de Porqueres (Pla de l'Estany) inclosa a l'Inventari del Patrimoni Arquitectònic de Catalunya.

## Descripció
És una antiga masia que ha sofert diverses ampliacions i modificacions al llarg del temps presentant actualment una planta formada per dues estructures rectangulars sobreposades, amb l'accés principal situat a l'angle. Aquestes dues estructures corresponen al mas medieval, de dues tramades, i la seva ampliació. També hi ha una sèrie de estructures afegides als costats sud i est.
Les parets portants són de maçoneria amb carreus ben tallats a les cantonades i emmarcant les obertures. Les cobertes són de teula àrab a diversos vessants. La majoria d'obertures són amb llinda de pedra o fusta; l'accés actual, d'arc de mig punt adovellat, és a la façana de migdia i al costat sobresurt un porxo amb arc rebaixat.

## Història
El mas Ferrerós es troba ja esmentat al segle xiv, quan fou comprat al rei per uns veïns de Banyoles enfrontats amb l'abat del monestir i així poder allunyar-se de la seva jurisdicció. Al segle xviii es van fer importants obres d'ampliació.
Actualment és propietat de l'Ajuntament de Porqueres. L'arquitecte Jordi Masgrau es va encarregar de la seva restauració per convertir l'edifici en casa de la vila.